# الدوري التونسي لكرة اليد 1990–91
الدوري التونسي لكرة اليد 1990-1991 هو الدورة 36 من الدوري التونسي لكرة اليد للرجال.
فاز بهذا الموسم الترجي الرياضي التونسي.

## روابط خارجية
- الموقع الرسمي للجامعة التونسية لكرة اليد.